# Ingeborg Friebe
Ingeborg Friebe (* 20. April 1931 als Ingeborg Röhr in Braunschweig) ist eine deutsche Politikerin (SPD).

## Leben
Nach der Volksschule war sie Arbeiterin in einer Nährmittelfabrik und besuchte die Kaufmännische Berufsschule. Außerdem arbeitete Friebe 1947 bis 1953 als Telefonistin und Sachbearbeiterin und war 1967 bis 1969 als Schulsekretärin tätig.
1946 trat Friebe der Gewerkschaft bei. Sie wurde zudem beruflich für den Deutschen Gewerkschaftsbund tätig. Von 1950 bis 1954 war sie Landesjugendleiterin der Gewerkschaft Handel, Banken und Versicherungen in Niedersachsen, anschließend bis 1962 Landesfrauenleiterin.
Bereits 1952 heiratete sie den Gewerkschaftssekretär Horst Friebe (1926–2008) Ende 1966 zog die Familie, zu der inzwischen zwei Söhne gehörten, aus beruflichen Gründen von Braunschweig nach Monheim.

## Politik
Mit knapp 14 Jahren trat Ingeborg Friebe dem Braunschweiger Jugendbund bei, der 1947 in der Sozialistischen Jugend Deutschlands – Die Falken aufging. Friebe trat 1950 der SPD bei, wurde 1967 Mitglied im Ortsvereinsvorstand von Monheim am Rhein und fungierte 1970 bis 1975 als Unterbezirksvorsitzende im Bezirk Rhein-Wupper. 1970 bis 1976 gehörte sie zudem dem SPD-Bezirksvorstand Niederrhein an. Friebe war 1969 bis 1974 Stadtverordnete der Stadt Monheim und Kreistagsabgeordnete des Rhein-Wupper-Kreises. Von 1976 bis 1997 amtierte sie zudem als Bürgermeisterin der Stadt Monheim am Rhein.

## Landtag
Dem Landtag von Nordrhein-Westfalen gehörte Friebe vom 28. Mai 1975 bis 31. Mai 1995 an. Dort war sie vom 30. Mai 1985 bis 30. Mai 1990 2. Vizepräsidentin des Landtags und amtierte vom 31. Mai 1990 bis 31. Mai 1995 als Präsidentin des nordrhein-westfälischen Landtags. Ingeborg Friebe setzte ihr Mandat zunächst daran, im Landtag eine Mehrheit für ein Gesetz zu finden, das der 1975 nach Düsseldorf eingemeindeten Stadt Monheim die Selbstständigkeit zurückbrächte. Der hartnäckige Einsatz führte 1976 schließlich zum Erfolg, Monheim wurde aus der Stadt Düsseldorf ausgegliedert und wieder selbständig.

## Ehrungen
- 1981: Bundesverdienstkreuz am Bande
- 1988: Bundesverdienstkreuz 1. Klasse
- Oktober 1991: Ehrenbürger von Wiener Neustadt[3][1]
- 1992: Großes Goldenes Ehrenzeichen mit dem Stern für Verdienste um die Republik Österreich[4]
- Oktober 1996: Ehrenring der Stadt Monheim[1]
- Oktober 2000: Ehrenbürgermeisterin der Stadt Monheim am Rhein[1]
- 2011: Großes Bundesverdienstkreuz mit Stern[5]
- April 2021: Benennung eines Teils des Rathausplatzes rund um den Busbahnhof in Monheim nach Ingeborg Friebe in Ingeborg-Friebe-Platz an ihrem 90. Geburtstag nach einem Ratsbeschluss vom Dezember 2020[1][6][7][8]